# Феодора Датская
Феодора Луиза Каролина Матильда Виктория Александра Фредерика Йоанна Датская (дат. Feodora Louise Caroline Mathilde Viktoria Alexandra Frederikke Johanne af Danmark; 3 июля 1910, Гентофте, Копенгаген — 17 марта 1975, Бюккебург) — принцесса Датская, внучка короля Фредерика VIII, в браке принцесса Шаумбург-Липпская.

## Биография

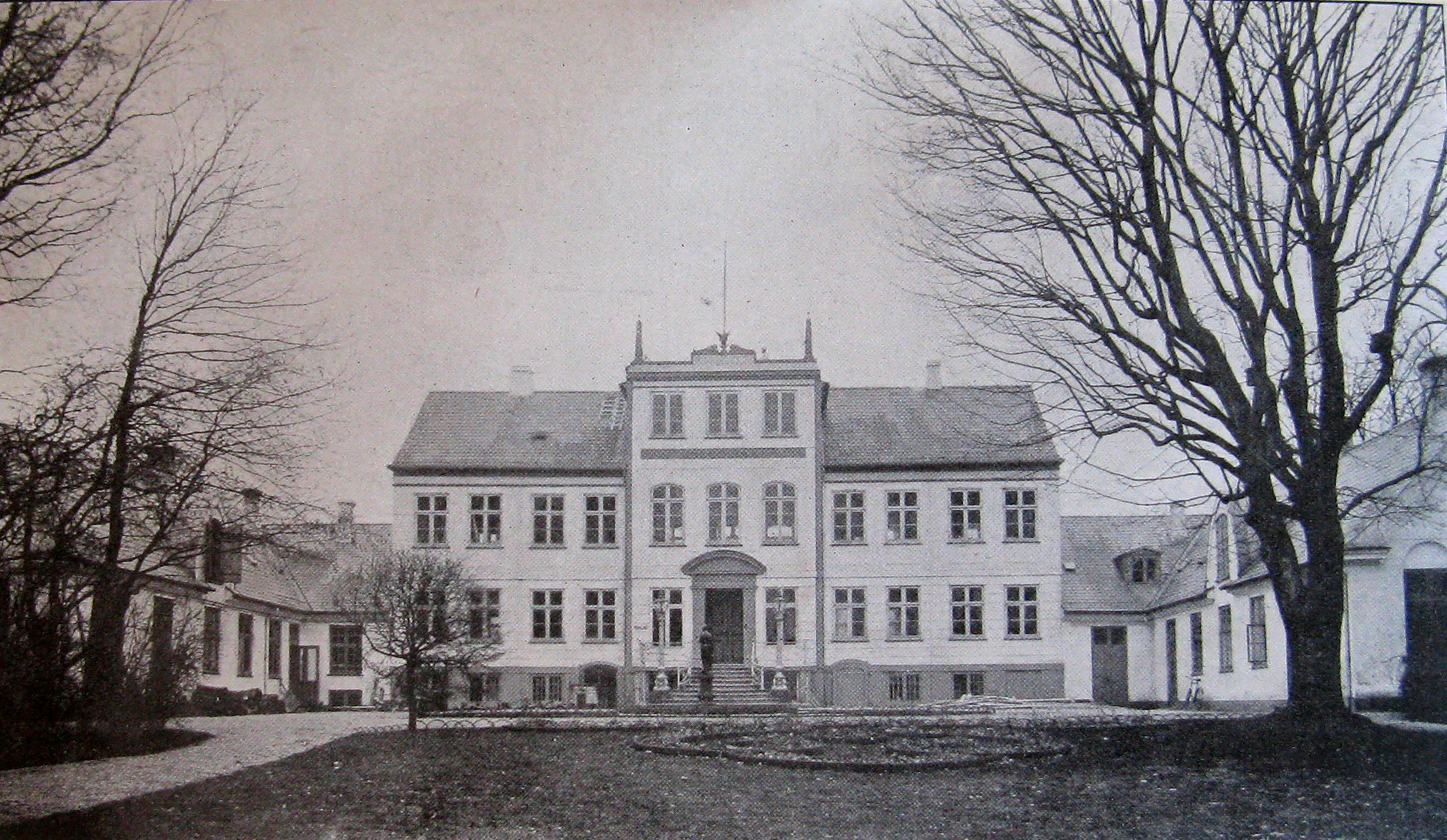
Место рождения Феодоры — загородный дом Jægersborghus. 1909

Принцесса Феодора была старшим ребёнком в семье принца датского Харальда, сына короля Фредерика VIII и королевы Луизы и принцессы Елены Аделаиды Шлезвиг-Гольштейнской. Появилась на свет в загородном доме родителей Jægersborghus к северу от Копенгагена.
9 сентября 1937 года Феодора вышла замуж за своего двоюродного брата принца Кристиана Шаумбург-Липпского, сына принца Фридриха Шаумбург-Липпского и Луизы Датской, дочери короля Фредерика VIII. Свадьба состоялась в Фреденсборгском дворце. Принц Кристиан был главой младшей линии дома Шаумбург-Липпе. После свадьбы супруги поселились в Чехии.
В семье родилось четверо детей:
- Вильгельм Шаумбург-Липпский[англ.] (род. 19 августа 1939) — женат на Илоне Хентшель, баронессе фон Гельгенхайм, двое детей:
  - Кристиан Шаумбург-Липпский (род. 14 сентября 1971)
  - Дезире Шаумбург-Липпская (род. 27 января 1974)
- Вальдемар Шаумбург-Липпский[фр.] (1940—2020) — был женат на Анне-Лизе Йохансон, брак закончился разводом, одна дочь:
  - Элеонора-Кристина Шаумбург-Липпская (род. 22 декабря 1978)
- Мария Шаумбург-Липпская (род. 27 декабря 1945).
- Харальд Шаумбург-Липпский[фр.] (род. 27 марта 1948) — первый брак (1976—1980) — с Петрой Верой Кирстейн (род. 1956), второй брак (с 1988 г) — с Габриэль Хагерман (род. 1962).

Муж Феодоры умер в 1974 году. Принцессы не стало в следующем году. Умерла в Бюккебурге.

### Титулы
- 3 июля 1910 — 9 сентября 1937: Её Высочество Принцесса Датская
- 9 сентября 1937 — 17 марта 1975: Её Высочество Принцесса Шаумбург-Липпская